# التعايش مع كوفيد 19
تستخدم عبارة التعايش مع كوفيد 19 لوصف إحدى الاستراتيجيات المتبعة في تدبير جائحة كوفيد 19، وبموجبها تتعامل الهيئات المسؤولة مع مرض فيروس كورونا 2019 على أنه مرض وافد -كالأنفلونزا- لا يمكن احتواؤه بالكامل. تهتم هذه الاستراتيجية بالعودة إلى نمط الحياة السابق للوباء عوضًا عن الاستخدام المستمر لتدابير الصحة العامة المتداولة (كالإغلاق وفرض قيود على التجمعات والعزل الذاتي الإلزامي وبرامج اختبار تفاعل البوليميراز المتسلسل وفرض ارتداء القناع)، بسبب تخفيف اللقاحات وعوامل أخرى من خطورة الفيروس بين عامة الناس.
يعاكس هذا المفهوم إستراتيجية صفر كوفيد التي تهدف إلى القضاء التام على انتقال الفيروس في المجتمع.

## خلفية
أدت لقاحات كوفيد-19 المتوافرة على نحو واسع وتطوير الأدوية المستخدمة في علاجه إلى مناقشات تدور حول نشر مناعة القطيع أو قبول فكرة التعايش مع كوفيد-19، وفيها يتعامل المجتمع مع كوفيد-19 باعتباره مرض وافد أو متوطن لا يمكن القضاء عليه بشكل تام، ويحاول العودة إلى الحياة الطبيعية السابقة للوباء. في هذه الحالة، ما يزال المرض موجود، ولكنه لم يعد يعتبر خطر شديد مهدد للصحة العامة مقارنةً بما كان عليه الحال قبل توفر اللقاحات.
وفقًا لبعض الدراسات، كانت فعالية لقاحات كوفيد-19 الأولى قليلة ضد متحورات فيروس كورونا المرتبط بالمتلازمة التنفسية الحادة الشديدة النوع 2 كالمتحور دلتا وأوميكرون (ما أدى لزيادة عدوى الاختراق)، خاصةً في حالة الأوميكرون. مع ذلك، اتضح لاحقًا أن الجرعات المعززة من اللقاح الشائعة ثنائية الجرعة تؤدي لزيادة الاستجابة ضد أوميكرون. يعتبر الأوميكرون أخف وأقل فتكًا مقارنةً بالمتحورات السابقة، ولكنه معدي بشكل أكبر، ما قد يؤدي إلى زيادة أسية في عدد الحالات.
منذ انتشار الأوميكرون، انخفض في بعض المناطق عدد المرضى المقبولين في وحدات العناية المركزة. انصب التركيز خلال ذلك على تمييز حالات الاستشفاء العرضية، حين تشخص إصابة المريض بكوفيد 19 أثناء قبوله في المستشفى (قد يكون المريض غير عرضي أو يعاني من أعراض خفيفة) لسبب أو مرض آخر، عن المرضى المنقولين إلى المستشفى بسبب مضاعفات كوفيد 19 على وجه الخصوص. مع ذلك، قد تكون بعض الحالات متأثرة بمضاعفات كوفيد 19. لقد قيل إن عامة الناس ربما أصابهم الإرهاق من القيود المستمرة التي تفرضها الحكومة، والتي قد تحمل تأثيرات اقتصادية على مختلف الصناعات.

## السمات
تهدف الاستراتيجية إلى تمكين السكان من العودة إلى نمط الحياة السابق للوباء، أو الوضع الطبيعي الجديد، حيث يبقى تقييم المخاطر الشخصية والتطبيق الطوعي لممارسات مكافحة العدوى (كارتداء الأقنعة مثلًا) أمرًا طبيعيًا أو موصى به تبعًا للحالة، ولكنه غير معمم أو مفروض على النطاق الواسع. تتضمن عناصر الاستراتيجية ما يلي:
- علاج كوفيد 19 باعتباره مرض متوطن يمكن تدبيره عن طريق اللقاح والعلاجات الطبية المستقبلية (على غرار الأمراض الأخرى، كالأنفلونزا مثلًا).
- تقليل التركيز على تدابير الصحة العامة الاستثنائية باعتبارها الوسيلة الأساسية للسيطرة على انتشار المرض، كعمليات الإغلاق واسعة النطاق أو قيود الاستيعاب وتقليل العزل الذاتي الإلزامي أو إلغائه.
- التخفيف من مقدار اختبارات تفاعل البوليميراز المتسلسل المخبرية، وجعلها مقتصرة على الأشخاص الأكثر تعرضًا فقط، مع زيادة استخدام الاختبارات السريعة للفحص الذاتي في الحالات الأخرى.
- زيادة التركيز على العواقب الوخيمة، كالاستشفاء والقبول في وحدات العناية المركزة ومعدل الوفيات، باعتبارها مقاييس للمرض عوضًا عن عدد الحالات الإيجابية.[11]

## حسب الدولة

### أستراليا
اتبعت أستراليا في البداية إستراتيجية صفر كوفيد لمنع أي انتقال للفيروس في المجتمع، ما أدى إلى وضع ضوابط حدودية صارمة على الصعيد الدولي وبين الولايات والأقاليم، وتقصي مكثف للمخالطين، وفرض قيود وعمليات إغلاق محلية مفاجئة كاستجابة لانتشار الوباء، ولو بأعداد قليلة، في بعض المناطق (فقد مرت مدينة ملبورن بأحد أطول فترات الإغلاق في جميع أنحاء العالم). أثبتت هذه الاستراتيجية في البداية نجاحها في معظم أنحاء البلاد، إلى أن ظهرت متحورات سارس كوف 2 في منتصف عام 2021، وخاصةً المتحور أوميكرون، فقد زاد ذلك من صعوبة احتواء الوباء.
بحلول يوليو 2021، بدأت معظم مناطق البلاد في تحويل تركيزها نحو إستراتيجية تعتمد على التلقيح، مع موافقة مجلس الوزراء الوطني على خطة تتضمن أربع مراحل وتعتمد على وصول اللقاح لأهداف معينة. مع زيادة معدلات التلقيح، ستخفف بعض قيود المفروضة على السفر، وتصبح عمليات الإغلاق واسعة النطاق أقل احتمالًا؛ وبحلول المرحلة النهائية، ستتعامل الدولة مع كوفيد 19 على أنه مرض متوطن. لا ينطبق ذلك على أستراليا الغربية، التي استمرت في فرض قيود دخول صارمة وإجراءات مكافحة عدوى شديدة. حظرت الدولة أيضًا اختبار المستضد السريع لكوفيد-19 بسبب مخاوف تتعلق بالدقة في مجتمع انتشار الفيروس فيه ضئيل (وصلت غرامات استخدامه إلى 20000 دولار أسترالي للأفراد و100000 دولار أسترالي للشركات)، ولكنها رفعت الحظر عنه في 9 يناير 2022 تحضيرًا لإعادة فتح الحدود.
في يناير 2022، صرح رئيس الوزراء سكوت موريسون أن شدة أوميكرون كانت: «أقل بكثير مما كان متوقعًا» على الرغم من انتشاره السريع، وقال: «نحن أمام خيارين هنا: يمكننا المضي قدمًا أو فرض إغلاق، وسنختار المضي قدمًا». أدت موجة أوميكرون لاحقًا إلى مشاكل في سلسلة الإمدادات، ونقص في العمالة، بالإضافة إلى مشكلات إمداد متعلقة بمجموعات الاختبار السريع. في الشهر التالي، أجلت أستراليا الغربية إلى أجل غير مسمى إعادة فتح حدودها الذي كان من المقرر تنفيذه في 5 فبراير. صرح رئيس الوزراء، مارك ماكجوان، أن فتح الحدود سيكون أمر متهور وغير مسؤول دون توزيع عدد كافي من الجرعات المعززة، للوقاية من المتحور أوميكرون، موضحًا: «إذا ألقيت نظرة على البديل، وهو ما يحدث في الولايات الشرقية حاليًا، ستجدهم يعانون من مئات الوفيات مع اضطراب شامل في الاقتصاد واللوجستيات والشحن وجميع عناصر الاقتصاد».

### الدنمارك
في 2 فبراير 2022، أعلنت الدنمارك أنها سترفع معظم القيود المفروضة منذ بداية موجة أوميكرون (كالقيود المفروضة على التجمعات وارتداء الأقنعة وجواز سفر اللقاح). تملك الدنمارك أعلى عدد حالات داخل الاتحاد الأوروبي (وزيادة وجود السلالة الفرعية BA.2)، ومع ذلك، قال وزير الصحة ماغنوس هيونيك إن كوفيد 19 لم يعد مرضًا خطيرًا اجتماعيًا، مشيرًا إلى معدل التلقيح المرتفع في البلاد، وانخفاض عدد المرضى المقبولين في وحدات العناية المركزة، وارتفاع عدد حالات الاستشفاء العرضية. لوحظ امتلاك السكان الدنماركيين درجة عالية من الثقة في حكومتهم حول فرض الإجراءات الصحية ورفعها لمصلحتهم، فقد أظهر استبيان أجراه مايكل بانج بيترسن، وهو مستشار حكومي وأستاذ بجامعة آرهوس، أن حالة مستشفياتهم شكلت مصدر القلق الأكبر لديهم، بينما كان شعورهم بالتهديد المجتمعي في أدنى مستوياته منذ بداية الوباء.

### كندا

#### ألبرتا
في أواخر يوليو 2021، اقترحت الهيئات المسؤولة في مقاطعة ألبرتا الكندية أن يعامل كوفيد 19 كمرض متوطن، وأن يتخلصوا تدريجيًا من إجراء الاختبارات واسعة النطاق وعمليات تتبع جهات الاتصال وقواعد العزل الذاتي، وذلك بعد رفعها جميع القيود المتبقية تقريبًا (مع إعلان رئيس الوزراء جايسون كيني بأن المقاطعة أصبحت مستعدة للصيف). شجعت كبيرة المسؤولين الطبيين في المقاطعة دينا هينشو المقيمين على عدم اعتبار كوفيد 19 في المرتبة الأولى على قائمة عوامل الخطر، وجميع الأمراض الأخرى في المرتبة الثانية، بحجة أن معظم حالات كوفيد 19 كانت بين السكان غير المطعمين، وقد أدى التطعيم إلى تقليل حالات الاستشفاء والوفيات. بناءً على ذلك، يجب على المقاطعة التوقف عن منح كوفيد 19 الأولوية مقارنةً بالأمراض والأزمات الطبية الأخرى (كأزمة المواد الأفيونية). صرحت هينشو لاحقًا بوجوب تركيز المقاطعة على الإجراءات المحلية محددة النطاق عوضًا عن تطبيقها إجراءات استثنائية معممة على مستوى المقاطعة.
واجه الإعلان انتقادات عديدة باعتباره سابق لأوانه وغير حكيم، إذ بدأت حينها موجة جديدة من حالات كوفيد 19 بالانتشار في المقاطعة. أصبحت البروتوكولات المخففة (كعدم إجراء اختبار للأفراد غير العرضيين مثلًا) مصدرًا للقلق، فقد يؤدي ذلك إلى تفاقم الوباء، خاصةً في المدارس (إذ لم يحدد لقاح معتمد للأطفال في كندا).
أرجأت المقاطعة التغييرات المقترحة وسط كم من الانتقادات. وبسبب الموجة الجديدة، أعادت فرض ارتداء الكمامة في 4 سبتمبر (بالإضافة إلى القيود المفروضة على ساعات العمل لمبيعات الكحول)، وأعلنت في 15 سبتمبر عن حالة طوارئ صحية عامة جديدة. شملت حالة الطوارئ فرض قيود جديدة على سعة الأعمال التجارية من الأفراد، وحظر تناول الطعام في الأماكن المغلقة، ويسمح بالأمر في حال فرضت بعض الأعمال التجارية المؤهلة على مرتاديها إبراز دليل على التطعيم. اعترف رئيس الوزراء كيني بأن قرار معاملة كوفيد 19 كوباء متوطن غير حكيم في الوقت الحالي. بسبب انتشار الأوميكرون، شددت المقاطعة القيود المفروضة في ديسمبر 2021، وطبقتها على المؤسسات التي تطلب دليلًا على التطعيم أيضًا.
بدأت ألبرتا مرة أخرى في تخفيف قيودها في فبراير 2022، وخلال مؤتمر صحفي، استشهدت هينشو بسلوك الأوميكرون في المقاطعات الأخرى، إذ قالت: «كوفيد لن يختفي. ستستمر تأثيرات ذلك على أنظمة الرعاية الحادة لدينا ارتفاعًا وانخفاضًا بالتزامن مع المتحورات الجديدة والموسمية التي قد تظهر»، وأضافت: «لا توجد أبدًا طريقة صحيحة واحدة للتعامل مع الأمر. ولكن تبقى الإجراءات التي يتخذها كل فرد منا في حياته اليومية مهمة لمجتمعاتنا، وتعتبر هذه الحقيقة ثابتة دائمًا». فُسرت هذه التعليقات على أنها نية للعودة إلى إستراتيجية التعامل مع كوفيد كمرض متوطن.

### كوريا الجنوبية
في 22 أكتوبر 2021، أعلن هيو سيوك، عمدة مدينة سون تشون، أن المدينة ستنتقل إلى إستراتيجية التعايش مع كوفيد 19 بدءًا من 25 أكتوبر، وبذلك أصبحت سون تشون أول مدينة في كوريا الجنوبية تتبع هذه الاستراتيجية.
في نفس اليوم الذي أطلقت فيه سون تشون الاستراتيجية، عقدت وزارة الصحة والرعاية الاجتماعية جلسة استماع عامة في المنطقة المركزية بسيول، واقترحت الوزارة اتباع إستراتيجية التعافي التدريجي بدءًا من 1 نوفمبر. وفقًا للخطة التي رسمتها، عمدت حكومة كوريا الجنوبية إلى إيقاف جميع القيود المفروضة بحلول 24 يناير 2022.
ومع ذلك، في 3 ديسمبر، علقت الحكومة مؤقتًا إستراتيجية التعافي التدريجي، أي بعد نحو شهر من إطلاقها، وأعادت فرض إجراءات أكثر صرامة اعتبارًا من 6 ديسمبر، نتيجة ارتفاع عدد الحالات الجديدة وظهور الأوميكرون.

### المملكة المتحدة
بدأت عملية رفع معظم القيود المرتبطة بكوفيد 19 في إنجلترا في 19 يوليو 2021 (بالإضافة إلى العزل الذاتي التالي لاختبار إيجابي)، وهو يوم وصفه الشعب والإعلام بيوم الحرية. واعتبارًا من 10 ديسمبر 2021، أعيد سن بعض القيود نتيجة انتشار الأوميكرون، كفرض ارتداء الكمامات وإبراز إثباتات التطعيم في التجمعات والمناسبات الكبيرة. انتهت هذه القيود في 27 يناير 2022، بعد إعلان المملكة تغييرها السياسات المتبعة في 19 يناير، حين صرح رئيس الوزراء بوريس جونسون قائلًا: «علينا أن نتعلم كيف نتعايش مع كوفيد بنفس الطريقة التي تعايشنا بها مع الإنفلونزا». أطلقت الحكومة البريطانية على خطتها لرفع القيود المتبقية في فبراير 2022 اسم «التعايش مع كوفيد».

### الولايات المتحدة
أطلق الرئيس السابق دونالد ترامب مفهوم التعايش مع كوفيد في مناظرة له 22 أكتوبر 2020 ضد خصمه الديمقراطي جو بايدن في الانتخابات الرئاسية لعام 2020. جادل ترامب، الذي قلل مرارًا وتكرارًا من خطورة كوفيد 19 في الاتصالات العامة لإدارته، بأن الولايات المتحدة تقترب من الانتصار على الوباء وتتعلم كيف تتعايش مع كوفيد، إذ قال: «نحن لا نستطيع حبس أنفسنا في القبو مثل جو. هو يملك القدرة على حجر نفسه، ولكن لا يمكننا حجر شعبنا، وإلا لن يكون لدينا شعب». ردًا على ذلك، قال بايدن إن الولايات المتحدة تتعلم الموت مع كوفيد، مخاطبًا الجمهور: «سيحوي كل منزل على كرسي فارغ على طاولة المطبخ هذا الصباح. ذلك الزوج (أو الزوجة) سيذهب الليلة إلى الفراش ويمد ذراعه لمكان شريكه... على سبيل العادة، ولكنه سيكون خالي. نتعلم كيف نتعايش معه؟ كفاكم من ذلك. بهذه الطريقة، نحن نتعلم كيف نموت معه».
بحجة الحفاظ على الحريات، حاولت بعض الولايات الأمريكية، كفلوريدا وتكساس بقيادة أعضاء من الحزب الجمهوري المحافظ، فرض أوامر تحظر على المدن والمقاطعات، وفي بعض الحالات، الشركات الخاصة، من اتباع إجراءات الوقاية من كوفيد 19، كوجوب ارتداء الكمامة وأخذ اللقاح وإبراز إثباتات التطعيم. كذلك، عمدت الولايتان إلى اتخاذ إجراءات قانونية في حق مجالس المدارس التي تفرض ارتداء الكمامات، نظرًا لمخالفتهم قوانين الولاية. لم تطبق ولاية داكوتا الجنوبية أي إجراءات صحية عامة على مدار فترة الوباء، مع تنفيذ الهيئات الصحية في مناطق الولاية الثلاث، وليس الحكومة، حملات توعية واختبار وتطعيم منسقة.
في 1 مارس 2022، صرح بايدن في خطابه عن حالة الاتحاد قائلًا: «نظرًا للتقدم الذي حققناه، وبسبب صمودكم والأدوات التي نملكها، يمكنني أن أقول الليلة إننا نخطو للأمام بأمان، ونقترب أكثر من العودة إلى روتين حياتنا الطبيعي». مع ذلك، ذكر بايدن أيضًا أن الحكومة الفيدرالية لن تقبل أبدًا التعايش مع كوفيد 19، موضحًا أنها ستواصل مكافحة الفيروس بنفس الطريقة التي تحارب بها الأمراض الأخرى. وفي اليوم التالي، أصدر البيت الأبيض خطة عمل جديدة تعمل على توفير الأدوية المضادة لكوفيد 19 مجانًا للمرضى عالي الخطورة في مواقع الاختبار، كالصيدليات والعيادات، وتمويل هيئات المراقبة والاستعداد في حال ظهور موجات ومتحورات جديدة، وتجنب إغلاق المدارس والأعمال التجارية، وضمان توزيع اللقاح عالميًا.